# 鹿島アントラーズつくばアカデミーセンター
鹿島アントラーズつくばアカデミーセンター（かしまアントラーズつくばアカデミーセンター）は、茨城県つくば市みどりの中央にあるJリーグ・鹿島アントラーズ所有のアカデミー専用サッカーグラウンドである。

## 概要
2011年4月2日にこけら落し、翌4月3日にオープン。鹿島アントラーズの下部組織であるつくばジュニアユース、つくばジュニア、クリニックコースつくば校の活動拠点として整備された。下部組織の試合会場にも使用される。

### 開設の背景
鹿島アントラーズでは、茨城県内での選手育成拠点として日立市とつくば市に注目していたが、首都圏新都市鉄道つくばエクスプレスの開通により同線の沿線エリアで子どもの数が増加していることから、サッカー人口を増やせる見込みがあるとして開設された。そしてみどりの駅前に2万m2の土地を取得し、2011年4月にサッカーグラウンド1面とフットサルコート3面がオープンすることが『つくばスタイル』に紹介された。

## 施設

### メイングラウンド
- 人工芝グラウンド（105×68m）[3]
- 照明設備

### フットサルコート
- 人工芝グラウンド3面（39×19m）[3]
- 照明設備

### クラブハウス
- ロッカールーム
- シャワールーム
- ミーティングルーム

## アントラーズつくばフットサルクラブ
鹿島アントラーズクラブハウスグラウンドで実施している「KASHIMA ANTLERS FUTSAL CLUB」と同様に、地域の交流拠点を目的として運営されているフットサルクラブである。アカデミーセンター内にあるフットサルコートの一般開放（予約制）の他、年間リーグやイベント大会も積極的に実施している。

## アクセス
鉄道
- つくばエクスプレスみどりの駅より徒歩6分

バス
- つくバス谷田部シャトルで「鹿島アントラーズFCつくばアカデミーセンター前」下車

自動車
- 常磐自動車道谷田部ICより約5分